# 레이프 안드레

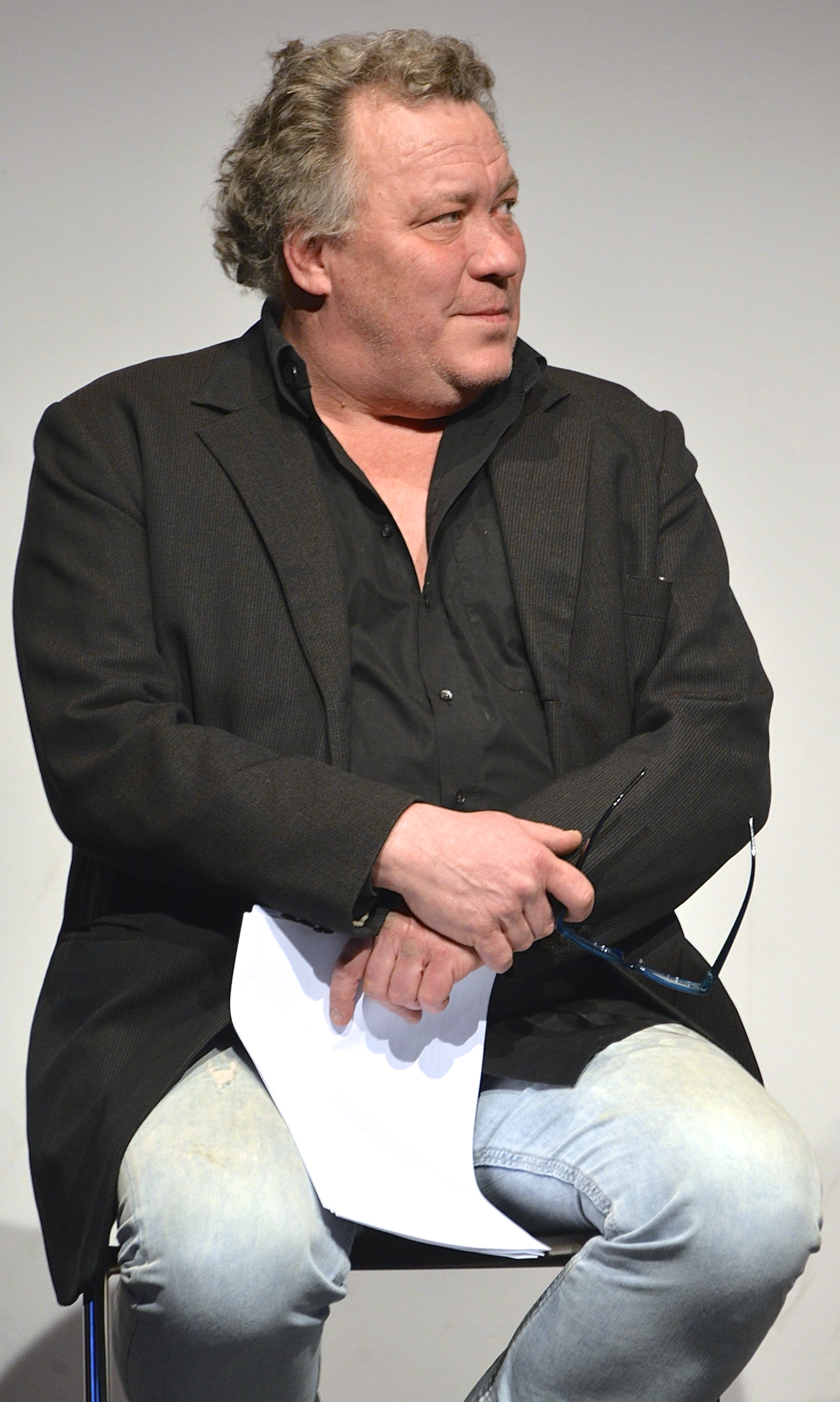

레이프 안드레(스웨덴어: Leif Andrée, 1958년 1월 29일 ~ )는 스웨덴의 배우이다.
스톡홀름에서 태어났다. 본명은 레이프 알란 요한손(Leif Allan Johansson)이다.

## 방송
- 리얼 휴먼

## 영화
- 말괄량이 마녀 로비와 숲 속 친구들 (2016년)
- 걸스 앤 보이즈 (2015년)
- 핫 네스티 틴 (2014년)
- 불곰영웅 밤세: 도둑들의 도시 (2014년)
- 위켄드 대드 (2013년)
- 리얼 휴먼 (2012년) - 로게르 역
- 노벨스 라스트 윌 (2012년) - 스파이큰 역
- 비하인드 블루 스키스 (2010년)
- 소녀 (2009년)
- 서치 (2006년)
- 더 추즌 (2005년)
- 킴 노박 네버 스웸 인 제너세렛 레이크 (2005년)
- 마우스 투 마우스 (2005년)
- 나의 어머니 (2005년)
- 미스 스웨덴 (2004년) - 수네 역
- 디테일스 (2003년)
- 새벽 (2003년) - 매츠 역
- 키친 스토리 (2003년)
- 브로어 민 (2002년)
- 인 베드 위드 산타 (1999년)
- 비트윈 써머스 (1995년)
- 에그스 (1995년)
- 매직 에로티카 (1995년)
- 팔렛 파라곤 (1994년)
- 지붕 위의 여자 (1989년)